# رضا ضراب
رضا ضراب یا رضا صراف (زاده ۱۲ سپتامبر ۱۹۸۳ یا ۲۲ شهریور ۱۳۶۲ در تبریز)، بازرگان ایرانی مستقر در ترکیه است. او تابعیت ایران، ترکیه، جمهوری آذربایجان و گذرنامه مقدونیه‌ای را داراست.
رضا ضراب در سال ۲۰۱۳ به اتهام فساد اقتصادی در کشور ترکیه به مدت دو ماه بازداشت شد و نهایتاً در دادگاه تبرئه شد. وی سپس در مارس ۲۰۱۶ در شهر میامی در ایالت فلوریدای آمریکا با اتهامات فساد اقتصادی و نقض قوانین آمریکا درباره تحریم‌ها علیه ایران بازداشت شد و تا ژوئیه ۲۰۱۹ در آمریکا زندانی بود. دولت ترکیه و چند تن از وزرای رئیس‌جمهور رجب طیب اردوغان در این پرونده درگیر بودند. گفته می‌شود رضا ضراب همکاری‌های اقتصادی گسترده با شرکت سورینت متعلق به بابک زنجانی داشته‌است. ضراب در ترکیه به رضا صراف (به ترکی استانبولی: Rıza Sarraf) مشهور است.

## زمینه کاری و زندگی خصوصی
رضا ضراب در سال ۱۳۶۲ در تبریز و از پدر و مادری ایرانی و ترک زاده شد. در ابتدای زندگی رضا صراف باوجود مهاجرت پدرش به دبی، ترجیح داد که در کشور ترکیه بماند. بعدها نیز تصمیم گرفت در کنار تحصیل به رسیدگی به کارهای تجاری پدرش مشغول باشد. اما به‌مرور زمان پا به عرصهٔ تجارت‌های دیگر نیز گذاشت. وی به دلیل استفاده از عنوان فرزندی حسین ضراب (پدرش) و هم به‌واسطه آشنایی با دوستان و آشنایان پدرش در طول سال‌ها کار، به‌طور نسبی برای خود نام و شهرتی دست‌وپا کرد. خانواده ضراب علاوه بر ایران در ۳ کشور جمهوری آذربایجان، ترکیه، و امارات متحده عربی فعالیت‌های اقتصادی دارند و درزمینه‌های گوناگون بازرگانی و صنعتی همچون صادرات و واردات طلا و گوهرسنگ، جابجایی ارز، کشتی‌سازی، فولاد و… کار می‌کنند. حسین ضراب، پدر رضا ضراب پس از بازگشت به ایران فعالیت‌های خود را با تأسیس کارخانه‌چای فولاد ادامه داد. حسین ضراب ابتدا در ۲۲ اردیبهشت ۱۳۸۷ شرکت صنایع فولاد کاوه تیکمه داش را به ثبت رساند. این کارخانه در ۱۸ مهر ۱۳۹۱ به بهره‌برداری رسید.
رضا ضراب با توجه به داشتن مستغلات فراوان در چند نقطه از جهان و دارا بودن صرافی بزرگی در امارات متحده عربی جای خود را در میان بازرگانان و تجار به‌عنوان جوانی متمول، فعّال و جویای نام و البته دست‌ودل‌باز و پول‌خرج‌کن باز کرد و نامش بر سر زبان‌ها افتاد.
پیش از آنکه رضا صراف با ابرو گوندش خوانندهٔ پرآوازه ترکیه‌ای ازدواج کند در سال ۲۰۰۲ از گونل زینالوا یکی دیگر از خواننده‌های مطرح آن روزهای ترکیه نیز خواستگاری کرده و با پاسخ مثبت گونل، رضا صراف بیش از پیش در کانون توجهات قرار گرفت. این پیوند و همچنین متمول بودن رضا صراف، در کنار اشتغال به‌کار تجارت و همگامی و همکاریِ دوستان و آشنایان پدرش پله‌های موفقیت را برای وی هموارکردند. اما رضا صراف در سال ۲۰۰۸ در اقدامی بحث‌برانگیز به‌طور ناگهانی از گونل جدا شد و اعلام کرد که با «گونل» هیچ رابطه‌ای نداشته‌است و دیگر از وی جدا شده این موضوع، رضا صراف را دوباره تیتر یک روزنامه‌های ترکیه کرد. پس از گذشت پنج ماه از این جدایی در سال ۲۰۰۹ رضا صراف رسماً اعلام کرد که پس از مدت‌ها که با ابرو گوندش رابطه داشته و حالا قصد ازدواج با او را دارد. در فوریه ۲۰۱۰ مطبوعات ترکیه اعلام کردند که ابرو گوندش یک خوانندهٔ سرشناس و نام آشنا، با یک بازرگان سرشناس ایرانی‌الاصل اهل تبریز و دارای تابعیت دوگانه جمهوری آذربایجان و ترکیه به نام «رضا ضراب» ازدواج کرده و حاصل ازدواج این دو، یک دختر است.
رضا صراف را یک بازرگان کاردان درزمینه نفت خام و طلا می‌دانند. او در ترکیه مالک هلدینگ رویال است. رضا صراف بواسطه فعالیت‌های اقتصادی خود در ترکیه، شخصی شناخته شده است. او به یکی از نزدیکان رجب طیب اردوغان تبدیل شد. تا جایی که اردوغان بارها از او به‌عنوان جوانی خَیِر نام می‌برد.
دولت آمریکا می‌گوید که ضراب سالانه ۱۱ میلیارد دلار آمریکا از کسب و کارهایش درآمد دارد و دارایی‌های او شامل ۲۰ ملک، شش اسب، ۱۷ خودرو مجلل، هفت قایق تفریحی، یک هواپیمای شخصی و بیش از ۱۰ میلیون دلار آثار هنری است. بنابه این گزارش‌ها یک کارمندِ ضراب ادعا کرده که رضا ضراب بر ساخت قایقی تفریحی خود به طول بیش از یک زمین فوتبال با سه زیردریایی شخصی نظارت داشته‌است.

## اتهام انتقال غیرقانونی طلا از ایران به ترکیه
در جریان ماجرای بحران فساد مالی ۲۰۱۳ ترکیه در تاریخ ۱۷ دسامبر ۲۰۱۳ واحد جرایم سازمان‌یافته پلیس ترکیه  طی عملیاتی رضا ضراب و حدود ۵۰ نفر از افراد مرتبط با وی را دستگیر کرد. رضا ضراب متهم بود که در جریان انتقال یک محموله طلا به ایران، به انتقال غیرقانونی پول از طریق یک بانک متعلق به دولت ترکیه و پرداخت رشوه به نزدیکان مقامات دولتی اقدام کرده‌است.
در آذر ۱۳۹۲ نام شرکت سورینت این بار در اتهام "انتقال غیرقانونی طلا از ایران به ترکیه" توسط مطبوعات ترکیه مطرح شد. اما در ایران مقامات قضایی و دولتی موضع‌گیری در اینباره نداشتند. وبگاه الف در اینباره نوشت :"مطبوعات ترکیه با افشای انتقال غیرقانونی طلا از ایران به ترکیه و سپس دوبی، پای شرکت سورینت ایران را به این پرونده باز کردند. با بالاگرفتن دعوای سیاسی در آستانه انتخابات ریاست جمهوری ترکیه میان جناح وابسته به فتح‌الله گولن و رجب طیب اردوغان و افشای پی در پی فسادهای مقامات و آقازاده‌های دولتی، پای سورینت ایران هم به این پرونده باز شد. جریان مربوط به کشف بیش از ۱٫۵ تن طلا در فرودگاه آتاترک ترکیه بخشی از اتهامات مختلفی است که علیه آقازاده‌های کابینه اردوغان مطرح شده‌است؛ بنابر این گزارش، در تاریخ ۱ ژانویه ۲ ۰۱۳، هواپیمایی متعلق به خطوط هوایی یوال‌اس ایرلاینز کارگو با محموله ۱٫۵ تن طلا در فرودگاه آتاترک متوقف می‌شود. مقصد بخشی از این طلاها شرکت‌های ترکیه‌ای بوده‌اند و بخشی نیز که به ادعای رسانه‌های ترکیه فاقد اسناد و مدارک رسمی بوده‌اند متعلق به شرکت سورینت در ایران بوده‌اند.
پس از افشای پرونده‌هایی، ضراب و فرزندان تعدادی از وزیران اردوغان برای مدت کوتاهی دستگیر شدند و کابینه حزب عدالت و توسعه دچار تغییرات گسترده‌ای شد. تعدادی از وزیران دولت اردوغان به دستور او استعفا کردند. اعتراض‌هایی نیز در شهرهای مختلف ترکیه انجام شد. اردوغان همواره اتهام فساد اقتصادی را توطئه دشمن خوانده‌است. او انگشت اتهام را به سمت کشورهای خارجی و فتح‌الله گولن رهبر جنبش خدمت که اکنون در آمریکا ساکن است، نشانه گرفته‌است. اما در نهایت پس از گذشت چند ماه در ابتدا ضراب، و سپس سایر متهمان این پرونده با قید وثیقه آزاد شدند و پس‌از آن دادگاه استانبول رأی به تبرئه ضراب و همکاران او داد.
گفته شده که ایران برای رضا ضراب امتیاز «بازرگان امین» قائل شده‌است. بانک‌های ایرانی مرتبط با موضوع به شرح زیر بودند:
بانک پاسارگاد - بانک سامان - بانک کشاورزی - بانک پارسیان - بانک توسعه صادرات ایران - بانک سرمایه

## دستگیری در آمریکا
رضا ضراب در مارس ۲۰۱۶ در جریان سفری تفریحی به آمریکا به دلیل نقض تحریم‌های ایران در شهر میامی دستگیر کرد. در مارس ۲۰۱۷ نیز مهمت هاکان آتیلا (مدیر پیشین بانک خلق) دستگیر شد. کاملیا جمشیدی و حسین نجف‌زاده (۲ ایرانی دیگر) نیز به همراه وی دستگیر شدند.
بر پایه دادخواستی که در منهتن نیویورک تسلیم دادگاه شد رضا ضراب و کارمندش کاملیا جمشیدی ۲۹ ساله، و حسین نجف‌زاده، ۶۵ ساله کارمند ارشد یک شعبه بانک ملت ایران، متهم به تلاش برای انجام صدها میلیون دلار معاملات مالی در نقض تحریم‌های آمریکا علیه ایران بودند. از اتهامات آن‌ها توطئه برای کلاهبرداری از دولت آمریکا، نقض قانون اختیارات اقتصادی اضطراری بین‌المللی، توطئه برای کلاهبرداری بانکی، و توطئه برای ارتکاب پولشویی بود. به گفته مقام‌های قضایی آمریکا این جرایم ادعایی در فاصله سال‌های ۲۰۱۰ تا ۲۰۱۵ انجام شدند. در همین راستا تیم وکلای ضراب شامل رودی جولیانی (شهردار پیشین نیویورک) و مایکل میوکیزی (دادستان کل پیشین آمریکا) نیز به دادگاهی که بررسی آزادی موکلش را با وثیقه پنجاه میلیون دلاری آغاز کرده پیشنهاد داد که به‌جای زندان، او را در حبس خانگی در آپارتمانی زیبا در منهتن نیویورک نگهداری کنند. نخستین جلسه دادگاه ضراب در اردیبهشت ۱۳۹۵ در نیویورک برگزار شد و وی اتهامات مربوط به برنامه‌ریزی توطئه برای انجام صدها میلیون دلار مبادلات مالی برای کمک به ایران را رد کرد. با ادامه دادرسی، رضا ضراب گفت که رجب طیب اردوغان به ایران در دور زدن تحریم‌ها کمک می‌کرده است. اما اردوغان این اتهامات را رد کرد. اردوغان و رودی جولیانی تلاش کردند که ضراب را به ترکیه برگردانند. پس از آنکه ضراب به همکاری با دادگاه، موافقت کرد برای حفظ امنیت به یک زندان محلی منتقل شد. در آن زمان، اردوغان خانه و دارایی‌های ضراب در ترکیه را مصادره کرد. رضا ضراب پس از سپری کردن ۲۸ ماه زندان در ژوئیه ۲۰۱۹ آزاد شد و به ترکیه برگشت. در مه ۲۰۱۸ مهمت هاکان آتیلا به جرم کمک به دور زدن تحریم‌های ایران در دادگاهی در نیویورک به ۳۲ ماه زندان محکوم شد.
در اکتبر ۲۰۱۹ شبکه خبری بلومبرگ گزارش کرد که دونالد ترامپ رئیس‌جمهور ایالات متحده آمریکا از نیمه دوم سال ۲۰۱۷ به رکس تیلرسون وزیر امور خارجه آن هنگام آمریکا فشار می‌آورد که وزارت دادگستری ایالات متحده آمریکا را برای کنار گذاشتن پرونده جنایی علیه رضا ضراب قانع کند. اما وزارت دادگستری چنین کاری نکرد.

## هویت جدید
بنابر گزارش‌ها، رضا ضراب بازرگان ثروتمند  و همکار بابک زنجانی که مدت‌ها ناپدید بود، با نام تازه‌ی آرون گلد اسمیت در کاخ لوکسی در شهر میامی آمریکا زندگی می‌کند!
رضا ضراب، که هم با مقامات جمهوری اسلامی و هم با مقامات دولت ترکیه و به ویژه خانواده‌ی رجب طیب اردوغان مناسبات و همکاری‌های نزدیکی داشته است، از راه انجام معامله برای دولت ایران با دور زدن تحریم‌های آمریکا به ثروت عظیمی دست یافت.رضا ضراب در سال ۲۰۱۶ به اتهام نقض تحریم‌ها علیه ایران در آمریکا بازداشت شد و با دادگستری آمریکا همکاری کرد. اما پس از آن دیگر خبری از وی نبود، تا اینکه «آدم یاووز ارسلان» او را با هویت ساختگی تازه اش در بخش دارانشین شهر میامی پیدا کرد.
رضا ضراب اکنون صاحب یک مرکز پرورش اسب مسابقه به بزرگی ۸ هکتار، به نام «Next Level»، در میامی است.